# Conseil des femmes afghanes
Le Conseil des femmes afghanes (AWC, Afghan Women's Council) est une organisation à but non lucratif en Afghanistan, créée en 1990 afin de soutenir les femmes et les enfants afghans en améliorant leurs conditions de vie et en sensibilisant aux droits humains.

## Historique
Le Parti démocratique populaire d'Afghanistan, créé en 1965 et d'obédience marxiste-léniniste, entreprend des réformes pour améliorer le statut des femmes, abolit les mariages forcés et la dot, augmente l'âge minimum légal pour le mariage et rend l'école obligatoire pour les filles. Ces mesures, appliquées de façon plutôt agressive, qui vont à l'encontre des traditions locales, ne sont pas toujours bien accueillies. Le parti met en place en 1966 l'Organisation démocratique des femmes d'Afghanistan (en) (Sazman-i Demokratik-i Zanan-i Afghanistan, DOAW), en remplacement de l'Association de protection des femmes (en) fondée en 1946, sous la présidence d'Anahita Ratebzad. Celle-ci tombe en disgrâce en 1979 à la suite de dissensions entre les factions Khalq (le Peuple) et le Parcham (le Drapeau) au sein du Parti démocratique. L'Organisation démocratique des femmes d'Afghanistan prend alors le nom d'Organisation Khalq des femmes afghanes, sous la présidence de Delara Mahak,,. En 1980, après l'intervention militaire soviétique en Afghanistan, Anahita Ratebzad reprend la direction de l'Organisation démocratique des femmes d'Afghanistan. Elle reconnaît des erreurs comme l'éducation obligatoire des filles et ralentit le rythme de ses réformes. Cependant, malgré les concessions, l'opposition ne faiblit pas. Burhanuddin Rabbani et Gulbuddin Hekmatyar créent leurs propres organisations, l'Association islamique des femmes afghanes et l'Organisation Um al-Muslima afin de protéger les pratiques traditionnelles relatives aux femmes[Selon qui ?].
En 1986, Mohammad Najibullah arrive au pouvoir. Anahita Ratebzad doit céder la présidence de l'Organisation démocratique des femmes à Firuza Fidayi Wardak. L'Organisation est renforcée par de nouvelles branches mais, avec le retrait des troupes soviétiques en 1988 et le renforcement des mouvements de résistance, Mohammad Najibullah doit revoir sa politique envers les femmes.

## Le Conseil des femmes afghanes
Mohammad Najibullah dissout l'Organisation démocratique des femmes d'Afghanistan en 1990 et la remplace par le Conseil des femmes afghanes, Shura-i-Sarasari-i-Zanan-i-Afghanistan (AWC), dont le principal objectif est la promotion de la position des femmes dans la famille. Le Conseil est présenté comme « moins politique et plus social ». Masuma Esmati-Wardak, qui n'est pas membre du Parti démocratique populaire d'Afghanistan (PDPA), dirige le Conseil avec une équipe de huit femmes,. Le Conseil des femmes afghanes compte environ 150 000 membres. L'AWC fournit des services sociaux aux femmes, lutte contre l'analphabétisme et favorise la formation professionnelle.
Selon une enquête de l'AWC, en 1991, environ 7 000 femmes fréquentent des établissements d'enseignement supérieur et environ 230 000 filles étudient dans des écoles en Afghanistan. Il y a également environ 190 femmes professeures et 22 000 enseignantes dans le pays.

## Site externe
- Site officiel du Conseil des femmes afghanes